# Joyrex J5
Joyrex J5 è un EP del musicista Richard D. James pubblicato nel 1992 dalla Rephlex Records con lo pseudonimo Caustic Window.
È il secondo della serie Joyrex composta da un totale di tre EP, ed è stato pubblicato solo in formato vinile 12 pollici.

## Tracce
Lato A
1. Astroblaster - 5:27
2. Jedi - 5:04

Lato B
1. 4-Lom - 6:54
2. R2-D2 - 3:42